# I. Sándor szerb király
I. Sándor Obrenović (szerbül: Александар Обреновић) (Belgrád, 1876. augusztus 14. – Belgrád, 1903. június 11.) szerb király 1889-től a haláláig.
I. Milán szerb király egyetlen gyermekeként született, és édesapja lemondása után, 1889-ben úgyszólván gyermekként lépett a trónra. Régenstanácsot neveztek ki mellé, melyet Sándor 1893. április 13-án feloszlatott, és 17 évesen maga vette kezébe az ország irányítását. A trónraléptekor még kedvezően fogadott ifjú hamarosan maga ellen fordította támogatóinak nagy részét, ugyanis kizárta a kormányzásból az oroszbarát Radikális Pártot, és az 1889-es liberális alkotmány helyett a törvényhozást korlátozó 1869-es alaptörvényt elevenítette fel. Emellett gyakran cserélgette a minisztereit, és hazahívta, majd a hadsereg főparancsnokává nevezte ki emigrációban élő osztrákbarát édesapját. Miután a sajtó élesen kritizálta politikáját és önkényuralmi módszereit, Sándor édesapja győzködésére korlátozta az egyesülési- és sajtószabadságot. A Milán elleni 1899-es sikertelen merénylet további elnyomó intézkedésekhez vezetett.
Sándor 1900-ban veszítette el véglegesen a tekintélyét alattvalói előtt, amikor – figyelmen kívül hagyva édesapja és politikai tanácsadói ellenvetéseit – bejelentette, hogy feleségül veszi a nálánál tíz évvel idősebb Draga Mašínt, egy cseh mérnök özvegyét, aki korábban Milán udvarhölgye is volt. A döntés után tiltakozásul a szerb kormány testületileg lemondott. A botrány miatt 1901-ben Sándor liberálisabb alkotmány bevezetésére kényszerült, és létrehozta a szenátust (a törvényhozás felsőházát).
A király uralkodása alatt fejlesztette a gazdaságot, megreformálta a hadsereget, és az eredetileg Mihály fejedelem nevéhez fűződő balkáni szövetség újjáélesztésével megpróbálta javítani Szerbia nemzetközi pozícióját. Ugyanakkor azonban gúnyt űzött az alkotmányos kormányzásból azáltal, hogy 1903-ban néhány órára felfüggesztette az alaptörvényt, mert néhány alkotmányellenes változtatást akart bevezetni. Ráadásul azt is tervezte, hogy Draga testvérét jelöli ki örököséül. A májusi puccs során összeesküvők egy csoportja rohamozta meg a palotát, és lemészárolta Sándort, Dragát, illetve udvartartásuk több tagját.
A nép többségében üdvözölte az államcsínyt, az új király pedig az 1858-ban lemondott Sándor szerb fejedelem fia, Karagyorgyevics I. Péter lett.